# آستروس (یونان)
آستروس (به لاتین: Astros) یک شهرک در یونان است که در شهرداری کینوریا شمالی واقع شده‌است.